# Daniela Ostrá
Daniela Ostrá, rozená Vašátková, (* 11. května 1990 Zábřeh) je česká politička a politoložka, v letech 2021 až 2024 místopředsedkyně SOCDEM.

## Biografie
Daniela Ostrá pochází ze Zábřehu v okrese Šumperk, nyní žije v Olomouci.
Absolvovala Gymnázium Zábřeh a následně v letech 2009 až 2015 studovala politologii na Filozofické fakultě Univerzity Palackého v Olomouci, kde získala titul Mgr. Své vzdělání si na Katedře politologie a evropských studií rozšířila doktorským studiem, které dokončila v roce 2022.
Na zmíněné katedře nyní vyučuje, zaměřuje se na domácí i evropskou politiku a politický marketing. Dále působí v představenstvu Masarykovy demokratické akademie, příležitostně komentuje aktuální dění v Deníku Referendum. V roce 2025 jí byla udělena cena děkana za nejlepší pedagogický výkon.

## Politické působení
V letech 2013–2018 byla zahraniční tajemnicí Mladých sociálních demokratů, v letech 2018–2021 působila jako jejich místopředsedkyně pro zahraničí.
Kandidovala jako členka České strany sociálně demokratické v komunálních volbách v letech 2010, 2014 a 2018 do Zastupitelstva města Zábřeh, avšak zvolena nebyla. Za ČSSD také neúspěšně kandidovala v Olomouckém kraji ve volbách do Poslanecké sněmovny PČR 2017. Ve volbách do Evropského parlamentu 2019 kandidovala na 6. místě kandidátky ČSSD, ale strana se do Evropského parlamentu nedostala. Angažovala se v platformě „Lepší ČSSD je možná!“.
V prosinci 2021 se na mimořádném 43. sjezdu ČSSD stala místopředsedkyní strany, a to s nejvyšším počtem hlasů (152 hlasů). Funkci obhájila i na 45. sjezdu strany v červnu 2023, když ve volbě získala 131 hlasů (ke zvolení bylo potřeba 79 hlasů). Strana se na tomto sjezdu přejmenovala na SOCDEM. Funkci místopředsedkyně strany zastávala do října 2024.
Ve volbách do Evropského parlamentu v červnu 2024 kandidovala za SOCDEM na 2. místě její kandidátky. Strana však získala pouze 1,86 % hlasů a zvolena tak nebyla. V krajských volbách v roce 2024 kandidovala na 20. místě kandidátní listiny SOCDEM+SproK v Olomouckém kraji, ale nebyla zvolena.
V březnu 2025 oznámila, že vystupuje ze SOCDEM kvůli hodnotovým a ideovým neshodám.